# ليبريه
ليبريه (بالإستونيَّة: Leibre)، قرية تتبع دائرة ماريما في مقاطعة رابلا غرب إستونيا.